# Õssu
Õssu är en ort i Estland. Den ligger i Ülenurme kommun och landskapet Tartumaa, i den sydöstra delen av landet, 160 km sydost om huvudstaden Tallinn. Õssu ligger 60 meter över havet och antalet invånare är 163.
Terrängen runt Õssu är platt. Runt Õssu är det mycket tätbefolkat, med 1 819 invånare per kvadratkilometer. Närmaste större samhälle är Dorpat, 4,2 km öster om Õssu. Runt Õssu är det i huvudsak tätbebyggt.